# Blindman (brano musicale)
Blindman è un brano musicale di Ringo Starr, pubblicato come lato B della hit Back Off Boogaloo.

## Il brano

### Storia, composizione e registrazione
Nel 1971, Ringo Starr apparve sul film Blindman, diretto da Tony Anthony, nel quale recitarono anche due membri dell'entourage dei Fab Four, ovvero Allen Klein e Mal Evans. Il batterista aveva composto la colonna sonora per la pellicola, ma venne scartata; alcun voci affermano che, quando i produttori dell'omonimo film ascoltarono questa futura b-side, rifiutarono l'offerta di Starr. Il brano Blindman era stato registrato il 18 ed il 19 agosto 1971 sotto la produzione di Ringo e di Klaus Voormann
, un artista amico dei Beatles dai tempi di Amburgo, che in seguito suonò su alcuni LP di Starr come Ringo (1973) e Goodnight Vienna (1974) ed ebbe qualche esperienza come songwriter. Anche Pete Ham suona sulla traccia.

### Pubblicazione ed accoglienza
Lato B di Back Off Boogaloo, 45 giri pubblicato a metà marzo 1972 dalla Apple Records. Mentre il lato A apparve per la prima volta su LP in occasione della pubblicazione della raccolta Blast from Your Past (1975), per Blindman si è dovuto aspettare la ristampa di Goodnight Vienna su CD del 1992. Un EP da 7", intitolato Back Off Boogaloo, venne pubblicato solo in Messico nel 1972 e conteneva anche questa traccia, posta come ultima, dopo It Don't Come Easy. Fino a questo momento, tutti i lati B degli SP di Starr erano stati composti dal batterista, e si continuò così a lungo: No No Song (1976; a-side: Oh My My) rappresentò la prima b-side di un singolo dell'ex-beatle ad essere stata composta da altri nel Regno Unito, mentre per gli States si dovette aspettare fino a Drumming Is My Madness: (1981; a-side: Wrack My Brain). In generale, il primo 45 giri ad avere sul lato B una cover era la pubblicazione olandese di Oh My My (1974), che presentava, sull'altra facciata, Have You Seen My Baby al posto di Step Lightly.
Hervé Bourhis ha considerato Blindman sorprendente, ed ha comparato il tessuto musicale "futuristico", ricco di synths, alle canzoni di Wendy Carlos, ed ha dichiarato che il finale è "alla Johnny Cash", per poi concludere che si tratta del migliore singolo del batterista.

### Annotazioni
1. ↑  Ristampa su CD.
2. ↑  Il tormentone Da, Da, Da del 1982 è opera sua.
3. ↑  Accreditata ad Hoyt Axton e, in alcuni casi, anche a David Jackson.
4. ↑  Drumming Is My Madness, composizione firmata Harry Nilsson.
5. ↑  La pubblicazione britannica risale a tre anni dopo, e si trattava di Oh My My/No No Song, ambedue lati A di singoli di successo nel resto del mondo, ma che non vennero pubblicati in loco; lo scopo del 45 giri era di promuovere la compilation Blast from Your Past in Inghilterra, ma ambedue le pubblicazioni furono un flop.

### Fonti
1. 1 2  (EN) Graham Calkin, Ringo Starr - Back Off Boogaloo, su jpgr.co.uk, JPGR. URL consultato l'11 agosto 2014.
2. ↑   Bill Harry, The Ringo Starr Encyclopedia, Virgin Books, 2004., pag. 309 - 312
3. 1 2  Bill Harry, pag. 312 - 313.
4. ↑   Hervé Bourhis, Il Piccolo Libro dei Beatles, Blackvelvet, 2012., pag. 61
5. ↑  (EN) Graham Calkin, Ringo, su jpgr.co.uk, JPGR. URL consultato l'11 agosto 2014.
6. ↑  (EN) Graham Calkin, Goodnight Vienna, su jpgr.co.uk, JPGR. URL consultato l'11 agosto 2014.
7. ↑  Hervé Bourhis, pag. 137.
8. ↑  (EN) Graham Calkin, Blast from Your Past, su jpgr.co.uk, JPGR. URL consultato l'11 agosto 2014.
9. ↑   Staffan Olander, Goodnight Vienna, EMI:Parlophone, 1992., pag. 5
10. ↑  Staffan Olander, retrocopertina.
11. ↑  (EN) Back Off Boogaloo by Ringo Starr, su rateyourmusic.com, rateyourmusic. URL consultato l'11 agosto 2014.
12. ↑  (EN) Ringo Starr Discography, su discogs.com, Discogs. URL consultato l'11 agosto 2014.
13. ↑  Hervé Bourhis, pag. 113.